# Павел Коза
Павел Коза (Кисач, 1. мај 1963) српски је аутор стрипова и ликовни уметник.
Стрипови су му објављивани у више земаља света. Најзначајнији је аутор стрипова у историји културе Словака у Србији/Југославији.

## Биографија
Рођен је у словачкој породици.
У Кисачу је завршио основну школу, док средњу грађевинску школу завршава у Новом Саду. Стрипом професионално почиње да се бави још у средњој школи, када почиње да сарађује са новосадском издавачком кућом „Дневник“, за коју ради на стрипу „Велики Блек“. Крајем 1980-их година за „Форум – Маркетпринт“ ради више епизода стрипа „Тарзан“. Паралелно у омладинском листу „Взлет“ објављује стрип у каишевима „Лацо и Мацо“, по сценарију Јураја Мадацког.
Током 1990-их, ради приче страве и ужаса по сценарију Светозара Обрадовића за немачки часопис Gespenster Geschichten, а за породични магазин „Ровина“ серијал о Јаношику, према сценарију Јана Хлавача. У овом периоду сарађивао је и са издавачем „Хорус“, а напоредно у новосадском „Дневнику“ објављује каишеве стрипа „Кики и Рики“, према сценарију Светозара Обрадовића, који је касније објављиван и у недељнику „Хлас л’уду“.
Осим стрипом, бави се дизајном и илустровањем дечјих часописа и књига. Био је успешан фудбалер, члан рок састава „Траг“, „Рок генератор“ и „Пакс“, у којима је певао и свирао гитару, а бавио се и аматерским позориштем.
Најпознатији стрипови су му „Јаношик“, „Велики Блек“ и „Тарзан“.
Ожењен је супругом Милинком, са којом има двоје деце.